# Sorry
«Sorry» (укр. Пробач) — пісня з альбому американської співачки Мадонни «Confessions on a Dance Floor», випущена окремим синглом. Пісня була написана самою Мадонною в співавторстві з Стюартом Прайсом. «Sorry» — це танцювальна композиція, аналогічна до пісні «Hung Up».

## Відеокліп
Відео, режисером якого виступив Джемі Кінг, було відзнято 17 і 18 січня в Лондоні і логічно продовжує історію, розпочату в кліпі на пісню «Hung Up». Але основна дія переноситься на роллердром. Прем'єра кліпу відбулася 8 лютого 2006 року на каналі AOL і 15 лютого на каналі MTV.

## Офіційні варіанти пісні
1. Album version #1 (Continuous CD version) 4:43
2. Album version #2 (Unmixed iTunes version/official single version) 4:41
3. Radio version 3:58
4. Pet Shop Boys Remix (PSB Maxi Mix) 8:36
5. Pet Shop Boys Remix Edit (PSB Radio Edit) 4:32
6. Man With Guitar Mix 7:24
7. Man With Guitar Mix Edit 6:01
8. Paul Oakenfold Remix 7:12
9. Green Velvet Remix 6:05